# عسل تلخ
عسل تلخ فیلمی به کارگردانی و نویسندگی حسین مدنی محصول سال ۱۳۴۰ است.

## داستان
پسر عمو و دختر عمویی یکدیگر را دوست دارند اما پدر دختر فرزندش را به عقد مردی درمی‌آورد که مورد نظر خودش است…

## بازیگران
- ناصر ملک مطیعی
- آزاده
- پرخیده
- شهرزاد
- رضا عبدی
- اکبر هاشمی
- پرویز جعفری
- اکبر خواجوی
- کیوان‌فر
- صاحب‌پناه